# 이대진 (프로게이머)
이대진 (1991년 7월 16일 ~ )은 대한민국의 전직 스타크래프트 II 프로게이머다. 종족은 테란이며, 아이디는 NuClear이다.
FXOpen(전 fOu) 소속으로 활동하였다.
2013년 1월 은퇴하였다.

## 주요 기록
- 2011년 2011 PEPSI 글로벌 스타크래프트 II 리그 July Code A 8강
- 2011년 2011 PEPSI 글로벌 스타크래프트 II 리그 Aug. Code S 32강
- 2011년 2011 소니 에릭슨 글로벌 스타크래프트 II 리그 Oct. Code S 16강
- 2011년 2011 소니 에릭슨 글로벌 스타크래프트 II 리그 Nov. Code S 32강
- 2012년 2012 핫식스 2012 글로벌 스타크래프트 II 리그 시즌 1 Code A 48강
- 2012년 2012 핫식스 2012 글로벌 스타크래프트 II 리그 시즌 4 Code A 32강
- 2012년 2012 핫식스 2012 글로벌 스타크래프트 II 리그 시즌 5 Code A 48강